# Вихирев, Александр Александрович
Александр Александрович Вихирев (18 [30] ноября 1869, Саратовская губерния — 1924) — русский военачальник, генерал-майор Генерального штаба. Участник Первой мировой и гражданской войн. Участник Белого движения.

## Биография
Происхождением из мещан Саратовской губернии. Отец — чиновник.
Выпускник Вольского реального училища. В 1889 году окончил военно-училищный курс при Московском пехотном юнкерском училище.
В этом же году окончил Академию Генерального штаба. 6 декабря 1908 произведен в чин полковника.

## Участие в Первой мировой войне
Во время Первой мировой войны командовал 141-м полком, затем дивизией. Был начальником штаба 21-го армейского корпуса.
Командовал 45-й пехотной дивизией с 11 июня 1917 года.
С 10 октября 1917 года командовал группой сухопутных войск Балтийского флота на промежутке от Финского до Перновского залива.

## Гражданская война
В декабре 1917 года поступил в Новочеркасске в Добровольческую армию. Для «белой» армии в Орле формировал добровольческие части.
Позднее выехал в Москву и там в апреле 1918 года вступил в Союз защиты Родины и Свободы, по заданию этой организации выехал в Казань, где с 8 августа по 31 августа 1918 года служил начальником штаба формирующихся частей Народной армии КОМУЧА Казанской губернии.
С 1 сентября по 27 октября 1918 руководил штабом Отдельного Казанского корпуса.
С 30 октября 1918 по 8 сентября 1919 гг. исполнял должность начальника штаба Тюменского военного округа.
С 8 июля также ВРИД начальника снабжения Сибирской армии, с 26 июля по 5 августа 1919 г. ВРИД главного начальника снабжения армий Восточного фронта. Позднее временно заместитель главного начальника снабжения армий фронта.
После разгрома белого Восточного фронта служил начальником организационного управления штаба Народно-Революционной армии Дальневосточной республики.
В начале 20-х годов репрессирован и исключен из списков РККА приказом РВСР № 338 от 14.10.1924.

## Награды
- Св. Станислава 3-й ст. (1901)
- Св. Анны 3-й ст. (1905)
- Св. Станислава 2-й ст. (1912 05.02.1913)
- Св. Владимира 4-й ст. с мечами и бантом (ВП 20.08.1915)
- Св. Владимира 3-й ст. с мечами (11.1915).